# はるかかなた
『はるかかなた』は2014年5月30日にSORAHANEより発売された18禁恋愛アドベンチャーゲームである。

## 制作、ゲームシステム
本作はSORAHANEの第3作目である。2人の妹をヒロインとし、彼女たちが流す涙の理由を問うストーリーとなっている。制作上のコンセプトは「妹に対して恋愛感情を抱けるか?」。背徳感と幸せを共存させて妹という近しい相手との恋愛を描くことに挑戦している。作品のテーマは「涙の理由」である。作中では、はるかとかなたが別々に育たなければならなかった理由が語られる。
『AQUA』・『さくら、咲きました。』と共通しているのは「広さ」と「涙」である。SORAHANEは背景に力を入れることで、物語の舞台となる世界の「広さ」を演出している。また、SORAHANEは第1作から「誰かに自分のことを知って欲しい」ときに流す「涙」に着目してストーリーを制作している。今までの作品と違う点は、「魔力感」である。魔力には「人を惹きつける不思議な力」という意味があり、これを意識して絵・シナリオ・音楽の制作を行っている。
発売前に本作の世界観を紹介する動画が4作公開された。
本作は発売後にいくつか不具合が見つかり、何度か修正パッチがリリースされている。

## ストーリー
（出典：）
主人公・七海 かなたはあかねヶ丘学園に通う少年である。彼は子供のころに両親を亡くしており、残された妹・七海 結衣と一緒に教会で育てられた。親との死別を経験した結果、年齢の割に達観した考えを抱くようにかなたは成長した。それでも彼は明るい幼なじみ・泉 雫や育ての母であるシスター・如月 朝陽らに囲まれて、楽しくも平凡な毎日を過ごしていた。
ある日かなたは、趣味である散歩の最中に展望台で倒れている少女を助ける。その少女の名は水城 はるか。彼女はかなたと同じ色の目と髪を持ち、同じ雰囲気をまとっていた。はるかは、かなたが父親からもらった形見・青い羽をも持っており、幼いころに生き別れた、かなたの双子の妹だと判明する。妹との突然の再会をきっかけに、かなたの周りは騒がしくなっていく。

## 登場人物

### メインキャラクター
七海 かなた（ななみ かなた）
誕生日 - 3月21日
身長 - 175 cm / 体重 - 62 kg
本作の主人公。子供のころに両親を亡くしており、現在は妹の結衣と暮らしている。人付き合いを苦手としている。落ち着いた性格なため、親しい相手にとっては頼りがいがある。展望台への散歩が趣味である。
水城 はるか（みずしろ はるか）
声 - 北見六花
誕生日 - 3月21日
身長 - 155 cm / バスト - Cカップ
かなたの双子の妹を名乗る少女。未来リストというやりたいことを記したノートブックを常に持ち歩いている。世間擦れしておらず、常識はずれの行動を起こすことがある。周囲が危うさを感じるほど純粋な性格であるが、時には真実を見抜く意外性も見せる。
七海 結衣（ななみ ゆい）
声 - 秋野花
誕生日 - 11月3日
身長 142 cm / バスト - Aカップ
かなたの腹違いの妹。頑張り屋だが要領が悪く、いつもミスをしてしまう。性格は恥ずかしがり屋。兄を密かに慕っているが、はるかや雫に遠慮して想いを告げられない。家事は得意だが、料理は苦手である。作った料理は食べ物とは言えないような代物になってしまう。
泉 雫（いずみ しずく）
声 - 藤森ゆき奈
誕生日 - 12月31日
身長 - 162 cm / バスト - Eカップ
かなたの幼なじみ。明るい性格で学園の生徒みんなから慕われている。家庭が貧しいために日夜内職に勤しむという、健気な少女である。不幸体質で、よく不運な出来事に巻き込まれる。
白羽 心音（しらはね ここね）
声 - 英みらい
誕生日 - 1月20日
身長 - 138 cm / バスト - AAAカップ
かなたの後輩。実家は喫茶店を営んでおり、彼女もそこで働いている。はるかとは幼なじみであり、偶然に再会した。快活な性格で、喫茶店ではマスコット的存在である。自身の子供っぽい体型をコンプレックスに感じている。

### サブキャラクター
如月 朝陽（きさらぎ あさひ）
声 - 椎那天
誕生日 - 4月3日
身長 - 160 cm / バスト - Bカップ
無神論者であるシスター。かなたと結衣の育ての親である。はるかとかなたの再会は彼女が仕向けた。金銭問題から恋愛まで幅広い相談を受けており、多くの人々に信頼されている。
泉 渚（いずみ なぎさ）
声 - 上田朱音
誕生日 - 3月21日
身長 - 155 cm / バスト - Dカップ
雫の母親。かなたの両親とは幼なじみであったため、七海家とは家族ぐるみの付き合いがある。体が弱く、外を自由に歩くこともままならない。しかし心根は強く、周りが反対しても誰かの味方になることがある。金平糖が大好きで、親しい人によく分け与える。

## 主題歌
オープニングテーマ「はるかかなた」
作詞 - ポチくん / 作曲 - 琉姫アルナ / 編曲 - ALVINE / ヴァイオリン - TAM / 歌 - 月子
エンディングテーマ「Remember one more time.」
作詞 - ポチくん、琉姫アルナ / 作曲 - 琉姫アルナ / 編曲 - ALVINE / ヴァイオリン - TAM / 歌 - KEiNA
「Lonely toDay's.」
作詞 - ポチくん、琉姫アルナ / 作曲 - 琉姫アルナ / ヴァイオリン - TAM / 歌 - MiU
「青い羽根の軌跡」
作詞 - ポチくん、琉姫アルナ / 作曲 - 琉姫アルナ / ヴァイオリン - TAM / 歌 - MALiA

## 関連CD
- 初回特典：Original Sound Track かなたおと/はるかのおと
| 全作曲: 琉姫アルナ。 |                                          |       |            |      |
| #                    | タイトル                                 | 作詞  | 作曲・編曲 | 時間 |
| 1.                   | 「はるかかなた」(歌：月子)               |       | 琉姫アルナ | 5:46 |
| 2.                   | 「Remember one more time.」(歌：KEiNA)   |       | 琉姫アルナ | 5:11 |
| 3.                   | 「Lonely toDay's.」(歌：MiU)             |       | 琉姫アルナ | 4:18 |
| 4.                   | 「青い羽根の軌跡」(歌：MALiA)            |       | 琉姫アルナ | 7:15 |
| 5.                   | 「はるかかなた 〜AcousticVer.〜」        |       | 琉姫アルナ | 3:19 |
| 6.                   | 「はるかかなた 〜OrchestraVer.〜」       |       | 琉姫アルナ | 3:50 |
| 7.                   | 「はるかかなた 〜PianoVer.〜」           |       | 琉姫アルナ | 3:58 |
| 8.                   | 「はるかかなた 〜OrgVer.〜」             |       | 琉姫アルナ | 4:03 |
| 9.                   | 「はるかかなた 〜InstVer.〜」            |       | 琉姫アルナ | 5:46 |
| 10.                  | 「Remember one more time. 〜InstVer.〜」 |       | 琉姫アルナ | 5:07 |
| 11.                  | 「Lonely toDay's. 〜InstVer.〜」         |       | 琉姫アルナ | 4:18 |
| 12.                  | 「青い羽根の軌跡 〜InstVer.〜」          |       | 琉姫アルナ | 7:15 |
| 合計時間:            | 合計時間:                                | 60:06 |            |      |
| #         | タイトル                              | 作詞      | 作曲       | 時間 |
| --------- | ------------------------------------- | --------- | ---------- | ---- |
| 1.        | 「The blurred morning」               |           | 神凪琉榎   | 2:28 |
| 2.        | 「太陽の中の飛行船」                  |           | 琉姫アルナ | 1:55 |
| 3.        | 「えんぴつコロコロ けしごむネリネリ」 |           | 琉姫アルナ | 1:52 |
| 4.        | 「To be mild」                        |           | 衛児       | 2:21 |
| 5.        | 「Light step」                        |           | 神凪琉榎   | 1:22 |
| 6.        | 「琥珀色と伸びる影」                  |           | 琉姫アルナ | 1:39 |
| 7.        | 「月の光に翳る羽」                    |           | 琉姫アルナ | 1:55 |
| 8.        | 「March of a reel」                   |           | 神凪琉榎   | 1:57 |
| 9.        | 「The pierrot of No.0」               |           | 神凪琉榎   | 1:03 |
| 10.       | 「SItoRAnte-シトランテ-」             |           | 琉姫アルナ | 1:36 |
| 11.       | 「HopStepJump!」                      |           | 琉姫アルナ | 2:03 |
| 12.       | 「月影のワルツ」                      |           | 琉姫アルナ | 2:24 |
| 13.       | 「Cause and effect」                  |           | 衛児       | 4:16 |
| 14.       | 「Consider」                          |           | 琉姫アルナ | 2:19 |
| 15.       | 「何故......?」                       |           | 琉姫アルナ | 2:16 |
| 16.       | 「涙を流すということは――」            |           | 琉姫アルナ | 3:39 |
| 17.       | 「Weak」                              |           | 衛児       | 2:41 |
| 18.       | 「涙痕」                              |           | 琉姫アルナ | 3:36 |
| 19.       | 「Lighting to tomorrow」              |           | 神凪琉榎   | 1:45 |
| 20.       | 「トワイライト」                      |           | 琉姫アルナ | 1:46 |
| 21.       | 「Poor me」                           |           | 神凪琉榎   | 0:52 |
| 22.       | 「Darkness is danced」                |           | 衛児       | 1:34 |
| 23.       | 「Flickers Memory」                   |           | 神凪琉榎   | 1:45 |
| 24.       | 「Escape from shadow」                |           | 神凪琉榎   | 1:59 |
| 25.       | 「Loved ones to be dedication.」      |           | 琉姫アルナ | 1:25 |
| 26.       | 「A black scramble」                  |           |            | 2:20 |
| 27.       | 「Complete and」                      |           | 神凪琉榎   | 2:12 |
| 28.       | 「Behind」                            |           | 衛児       | 1:27 |
| 29.       | 「Saint Aristos」                     |           | 琉姫アルナ | 2:25 |
| 30.       | 「It fell」                           |           | 神凪琉榎   | 3:11 |
| 31.       | 「AlstroemeriA」                      |           | 琉姫アルナ | 3:48 |
| 32.       | 「Encounter with you」                |           | 神凪琉榎   | 1:57 |
| 33.       | 「連なる星、重なる時」                |           | 琉姫アルナ | 2:01 |
| 合計時間: | 合計時間:                             | 合計時間: | 71:49      |      |